# 瀬頭
瀬頭（せがしら）とは、宮崎県宮崎市内の地名。中央東地域自治区に属している。住居表示を行う瀬頭1丁目と瀬頭2丁目、住居表示を行わない瀬頭町で構成される。郵便番号は瀬頭が880-0867、瀬頭町は880-0868。

## 地理
宮崎市の中央東地域自治区に属する。宮崎県道341号宮崎港宮崎停車場線と日豊本線に挟まれた地域に位置する。宮崎県道11号宮崎島之内線を挟んで南が瀬頭1丁目、北が瀬頭2丁目となる。1丁目の東、日豊本線より東に、旧町表示の瀬頭町がある。
北を老松1丁目、西を別府町・旭2丁目、南を松山2丁目・吾妻町、東を堀川町・永楽町と接する。

## 地名の由来
地名については2つの説がある。
- イザナキノミコトが禊をしようとした際に上瀬（かみつせ）は瀬速く、下瀬（しもつせ）は瀬弱く、そのために選んだ中瀬（なかつせ）の始まりということから、瀬頭となったとの説[6]。
- 「瀬」とは浅瀬のことで、歩いて渡れる水量の場所であり、上流で連続する川原町と比べると低い土地を意味している。この地から下流側が瀬の始まり（頭）ということから、瀬頭と呼ばれた説。

宮崎市成立後、大字瀬頭から瀬頭町を含めた町が成立し、大字瀬頭が消滅。瀬頭町からも住居表示地域が誕生し、166年には瀬頭1-2丁目が誕生した。

## 歴史
- 1924年 - 宮崎市市制により大字瀬頭が誕生
- 1927年 - 大字瀬頭から吾妻町、瀬頭町、高洲町、出来島町、旧旭通1-3丁目、小島町が成立。大字瀬頭が
- 消滅。
- 1949年 - 瀬頭町から潮見町が成立。このころ、ほかにも永楽町、昭和町、堀川町、前原町が成立した。（時期不明。）
- 166年 - 瀬頭町・旭通1丁目～3丁目・老松通1丁目～2丁目・鶴来町をもって瀬頭1-2丁目が誕生。

## 世帯数と人口
2023年（令和5年）8月1日現在の世帯数と人口は以下の通りである。
| 町丁      | 世帯数  | 人口  |
| --------- | ------- | ----- |
| 瀬頭1丁目 | 259世帯 | 502人 |
| 瀬頭2丁目 | 367世帯 | 544人 |
| 瀬頭町    | 24世帯  | 33人  |

## 小・中学校の学区
市立小・中学校に通う場合、学区は以下の通りとなる。
| 町名         | 小学校             | 中学校             |
| ------------ | ------------------ | ------------------ |
| 瀬頭・瀬頭町 | 宮崎市立宮崎小学校 | 宮崎市立宮崎中学校 |

## 交通

### 鉄道
JR日豊本線が通過する。最寄り駅は宮崎駅。

### バス
宮交グループの運営するバスが営業している。

### 道路
- 宮崎県道11号宮崎島之内線
- 宮崎県道341号宮崎港宮崎停車場線

## 施設
- おぐら瀬頭店